# Vulcanocalliax arutyunovi
Vulcanocalliax arutyunovi is een tienpotigensoort uit de familie van de Callianassidae. De wetenschappelijke naam van de soort is voor het eerst geldig gepubliceerd in 2007 door Dworschak & Cunha.